# Муди, Альма
Альма Муди (англ. Alma Moodie; 12 сентября 1898, Рокгемптон — 7 марта 1943, Франкфурт-на-Майне, Гессен-Нассау) — австралийско-немецкая скрипачка.

## Биография
Родилась в семье владельца скобяной лавки, умершего, когда дочери было около года. Выросла в посёлке Маунт-Морган с матерью, учительницей музыки; начала заниматься музыкой в Рокгемптоне у Людвига д’Аге, дебютировав на городской музыкальной сцене в 1904 году.
В 1907 году на собранные для неё средства отправилась с матерью в Европу, где сперва в течение трёх лет училась в Брюссельской консерватории у Оскара Бака и Сезара Томсона. В начале 1910-х гг. концертировала в Германии, где привлекла к себе внимание Макса Регера. Регер оказал юной скрипачке покровительство, выступал с ней как аккомпаниатор и дирижёр, посвятил ей Прелюдию и фугу для скрипки соло Op. 131a, No. 4 (1914); мать Муди собиралась вернуться в Австралию, оставив дочь на попечение Регера и его жены. Начало Первой мировой войны перечеркнуло эти планы. Мать и дочь Муди вернулись в Брюссель, где мать и умерла, умер также Регер. По завершении войны Муди, восстанавливая утраченные навыки, поступила частным образом в ученицы Карла Флеша.
В 1919 году Муди вернулась к активной концертной деятельности. 6 ноября этого года она исполнила премьеру скрипичного концерта Курта Аттерберга с Берлинским симфоническим оркестром под управлением Макса фон Шиллингса, в октябре 1921 года — премьеру посвящённой ей сонаты для скрипки соло Эдуарда Эрдмана. С Эрдманом как пианистом Муди с этого времени и до конца жизни выступала в дуэте, их последний концерт состоялся за три дня до её смерти. Свой скрипичный концерт (1923) посвятил Альме Муди Ханс Пфицнер, премьера в её исполнении прозвучала 4 июня 1924 года в Нюрнберге под управлением автора, и в дальнейшем Муди исполнила это сочинение не менее 50 раз с такими дирижёрами, как Ханс Кнаппертсбуш, Карл Мук, Вильгельм Фуртвенглер, Герман Шерхен, Карл Шурихт. Первый скрипичный концерт Op. 29 и сонату для скрипки соло Op. 34 (то и другое 1924) посвятил Муди Эрнст Кшенек, с которым исполнительницу связывал скоротечный роман; композитор не смог услышать игру Муди на премьере концерта 5 января 1925 года в Дессау из-за занятий своим разводом. Игорь Стравинский сочинил для Муди сюиту для скрипки и фортепиано из музыки балета «Пульчинелла» и исполнил её впервые в дуэте с ней 25 ноября 1925 года во Франкфурте-на-Майне. Помимо выступлений в различных городах Германии, Муди гастролировала во Франции, Австрии, Италии, Швейцарии, на Ближнем Востоке, выступала на нескольких Всемирных днях музыки. Особенно частые поездки Муди в Швейцарию были связаны с покровительством мецената Вернера Райнхарта; в его доме в Винтертуре Муди, в частности, познакомилась с Райнером Марией Рильке, отзывавшемся о ней с восторгом.
В 1927 году Муди вышла замуж за юриста Александра Шпенглера и обосновалась в Кёльне, заметно сократив свою концертную программу. В 1928 году родился сын Георг, в 1932 году дочь Барбара. Семейная жизнь скрипачки, однако, не была удачной, и она начала злоупотреблять алкоголем и снотворным. С 1937 года Муди перебралась во Франкфурт-на-Майне, где заняла пост профессора в Консерватории Хоха; среди её учеников Гюнтер Кер и Лея Любошиц.
Альма Муди умерла во Франкфурте во время налёта авиации, по официальной версии от тромбоза, однако принято считать, что она покончила с собой. Она не оставила аудиозаписей. Памяти Муди посвящена скрипичная соната Карла Хёллера (1943).